# کارولین خدادیان
کارولین خدادیان (به ارمنی: Քարոլին Խոդադյան) (زاده ۱۳۵۷) اولین  زن ارمنی در رقص سماع و طراح رقص سماعمنکو می‌باشد.

## زندگی‌نامه
کارولین خدادیان، در اهواز و در یک خانواده ارمنی زاده شد. در دو سالگی و در زمان جنگ ایران و عراق به همراه خانواده به تهران مهاجرت کرد. تحصیلات ابتدایی، راهنمایی و دبیرستان را در مدارس ارمنی‌ها تهران گذراند و در سال ۱۳۸۳، در رشته حقوق از دانشگاه آزاد اسلامی واحد اصفهان فارغ‌التحصیل شد.

## زندگی حرفه‌ای
وی از سه سالگی زیر نظر یلنا آودیسیان آموزش باله و رقص ارمنی دید. در ۱۱ سالگی به سبب علاقه به رقص کلاسیک ایرانی و ترکیب آن با باله پنج سال زیر نظر «کتایون کریمیان»، رقصنده باله «آکادمی ملی باله پارس»، به فراگیری این هنر ادامه داد. مدتی نیز زیر نظر مربی اسپانیایی به فراگیری رقص فلامنکو پرداخت. کارولین خدادیان دامنه رقص خود را گسترش داد و رقص سماع را نیز زیر نظر «فریبا آذرگون» آموخت.
خدادیان بعدها با ترکیب نو آورانه رقص سماع و رقص فلامنکو، سبکی خاص از رقص را به نام (سماعمنکو) پدیدآورد.
کارولین خدادیان از سال ۱۳۹۸، به آکادمی رقص و تئاتر ملی ارمنستان زیر نظر سوفی دوویان هنرمند سرشناس ارمنستانی رفت و زیر نظر او و طراح حرکت «ماریا هوسپیان» به تکمیل رقص ارمنی و آموزش فنون حرکات دست پرداخت. وی مدتی نیز در آکادمی رقص «آنا کالاشیان» دیگر هنرمند سرشناس ارمنستانی آموزش دید. خدادیان، در ایران نیز به صورت مستمر زیر نظر مربی رقص (کارینه منوچهریان) آموزش‌های تکمیلی را می‌گذراند. او همچنین دوره‌هایی برای یادگیری ساز «کاستانت» برای وارد کردن سبک «رقص سوویلیان» به اجراهایش گذرانده است.
دف نوازی را نزد «ونداد مساح زاده»، آهنگساز و رهبر «ارکستر کوبان» آغاز کرد و در کنسرت‌های زیادی در تالار موسیقی اندیشه و جاهای دیگر دف نواخت. سپس دف آکادمیک را نزد زکریا یوسفی آموخت.

## فعالیت‌ها
خدادیان برای اولین بار در اپرای (حلاج) به کارگردانی پرواز همای، در نقش (حنانه) به‌عنوان اولین زن ایرانی-ارمنی  بعد از انقلاب اسلامی روی صحنه رفت و بیش از دو ماه در کاخ سعدآباد، تالار وحدت و سینما اریکه ایرانیان به اجرای رقص سماع انفرادی پرداخت.
وی چندین اجرا نیز در مراسم سالگرد نسل‌کشی ارمنیان در باشگاه فرهنگی و ورزشی آرارات تهران و اصفهان داشته است.
وی همچنین در نمایش‌هایی نیز به‌عنوان رقصنده و طراح حرکت به شرح زیر به ایفای نقش پرداخته است:
- «سیاوش سودابه» به کارگردانی خانم آناهید آباد (رقصنده در نقش آتش)[۵]
- «خدایان کهن» به کارگردانی «بیاینا محمودی» (رقصنده در نقش شیطان)[۶]
- «شیزوفرنی» به کارگردانی، «حامد رحیمی نصر» (طراح حرکت و رقصنده)[۷]
- نمایش «کاتیوشا» به کارگردانی آرش داودی و فرشاد ارج (طراح حرکت سماعمنکو)[۸][۲]
- تک نوازی‌های دف و آواز و اجرای حرکات موزون سماع با همکاری و تنظیم سازهای الکترونیک توسط زکریا یوسفی به صورت تک آهنگ به نام‌های ‏Roar خروش، ‏Ethereal اثیری، ‏Distortion مسخ، ‏Gypsy کولی،illusion وهم،[۹][۱۰]

خدادیان در ویدئوهای موسیقی مختلفی از جمله (بی تو) زکریا یوسفی، (موزیک ویدیو برگ) {سیاوش کامکار} کامکار و (آشوب) «هونان» اجرا و ایفای نقش کرده است. وی همچنین در مؤسسه دولتی تئاتر و سینماتوگرافی ایروان کارگاهی برای معرفی ریتم و موسیقی سماع تلفیقی و رقص فلامنکو به دانشجویان تئاتر برگزارکرد.